# Island Falls (Maine)
Pour les articles homonymes, voir Island Falls.
Island Falls est une ville située dans l’État américain du Maine, dans le comté d’Aroostook (district 1).

## Histoire

### Les premiers pionniers
Jusqu'en 1842, aucun homme blanc ne s'était installé dans les terres qui devinrent Island Falls. Les Indiens Pentagouets et Passamaquoddys avaient coutume d'y passer une partie de l'année à pécher et à chasser, dressant leur camp près des cascades. « Ils ont d'ailleurs continué leurs visites quelques années après l'invasion de l'homme blanc et durant les premières années de leur petit établissement. Pendant que le pionnier robuste abattait les arbres forestiers et défrichait des parcelles de terre fertiles près des berges de la rivière, les coups de fusil de l'Indien réveillaient les échos dans la forêt environnante et le doux plongeon de sa pagaie séparait les eaux de la rivière au long de laquelle il glissait dans son léger canot de bouleau ».
Originaires de Farmington, les deux premiers pionniers, Levi Sewall et Jesse Craig gagnèrent Patten en 1842 pour explorer la région. Ils dépassèrent Crystal et après quelques miles arrivèrent au bout de la route. Ils suivirent alors les cours d'eau qui descendaient vers la branche ouest de la rivière Mattawamkeag jusqu'à ce qui est devenu Island Falls. Voyant ces chutes d'eau, Levi Sewall comprit aussitôt qu'il se trouvait là une puissance hydraulique précieuse qui pouvait être améliorée et utilisée à des fins manufacturières. Les deux hommes décidèrent alors de ne pas pousser leur exploration plus loin et s'en retournèrent à Farmington. Levi Sewall acheta à l'État du Massachusetts dont la région dépendait alors, une parcelle d'un mile carré comprenant les cascades. En mars 1843, L. Sewall revint à Aroostook avec deux équipes de deux chevaux encordés chacune et un unique traineau, amenant avec lui sa femme et ses six enfants. Arrivé à Crystal, il laissa sa femme et ses quatre plus jeunes enfants, qui étaient des filles, chez un ami, William Young et finit la route avec ses deux fils, David et Samuel. À tous trois, ils défrichèrent la parcelle, bâtirent une maison en rondins et en juillet de la même année, la famille était de nouveau réunie. Mme Sewall fut conduite en bateau tandis que les filles firent la traversée des bois à pied. Leurs premières semailles furent donc tardives et bien que la pousse ait été vigoureuse, une forte gelée qui s’abattit sur les champs une nuit de la fin août anéantit la récolte qui promettait d'être abondante. Les forêts regorgeant de gibier et la rivière de poisson, le père se rabattit sur la chasse et la pêche tandis que les deux fils travaillaient à Patten et gagnaient suffisamment de pain pour nourrir la famille jusqu'à la prochaine récolte qui fut excellente.
Jesse Craig, quant à lui, prit à son compte 160 hectares de la parcelle de Levi Sewall dont il défricha 5 hectares pendant l'été avant de s'en retourner passer l'hiver auprès de sa famille à Farmington. Il revint au printemps de 1843, défrichant 5 hectares de plus, hébergé par la famille Sewall. Il repartit à Farmignton l'hiver revenu et ne fit venir sa famille qu'à l'hiver 1844, sur un traineau tiré par des bœufs. Il construisit une grande ferme et un hôtel qu'il garda pendant de nombreuses années. Il fut juge de paix de la ville et un temps, trésorier. Il occupa également le poste de premier élu de la ville lorsque celle-ci fut créée.
En 1843, un troisième pionnier, David Lurvey, arriva de Woostock dans le comté d'Oxford, qui défricha plusieurs lots. il construisit une maison en rondins et une grange avant d'ouvrir un hôtel à Patten et finir sa vie dans le comté dont il était originaire.
L'année suivante vit l'arrivée de Charles W. Harding, originaire de Windham. Lui aussi construisit une maison en bois et une grange mais repartit aussitôt fait dans sa ville d'origine. Le cinquième pionnier, Charles Houson, qui était venu avec lui, se contenta de défricher quelques hectares près de sa parcelle et ne resta pas longtemps.
Seuls les deux premiers pionniers, Levi Sewall et Jesse Craig, s'installèrent durablement avec leur famille et la plupart de leurs enfants demeurèrent à Island Falls.

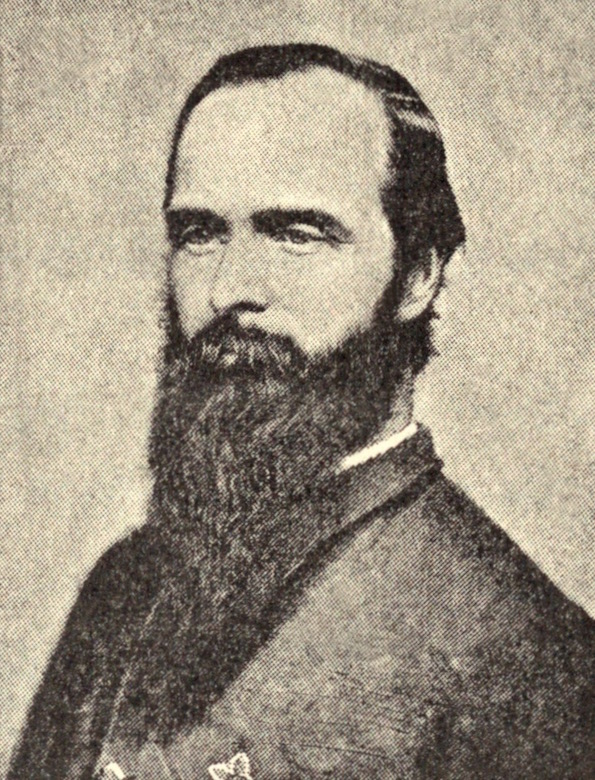
George Foster Robinson

Ce n'est qu'en 1852 qu'arriva un nouveau pionnier, Isaac Robinson, qui venait du comté d'Oxford. Il s'installa sur une crête à un mile à l'Est de la ferme des Craig et y resta jusqu'à sa mort en 1858. Son fils, Georges Foster Robinson (en), reprit la ferme puis il s'engagea dans l'armée. Il s'illustra en tant que sergent en contribuant à sauver la vie du secrétaire d'État William Henry Seward lors de la tentative d'assassinat à l'arme blanche dont il fit l'objet dans la nuit du 14 avril 1865. En récompense de sa bravoure, George Foster Robinson, promu Major, reçut le 1er mars 1871 la médaille d'or du Congrès. Robinson Mountain (anciennement appelé May Mountain), un pic de 311 mètres situé au nord-est de la localité, a par ailleurs reçu son nom en guise d'hommage.
En 1853, Stephen Thorn qui venait de Freedom défricha un lot près de la ferme des Robinson mais ne s'y installa pas, préférant vivre à Crystal. Un certain nombre d'autres colons arrivèrent cette année-là mais peu s'installèrent. Parmi ceux qui restèrent figure Cyrus Barker qui acheta quatre lots pour lui et ses fils. L'un d'eux, Rodney C. Barker, a servi dans l'Armée de l'Union et blessé en service, était pensionné. En 1882, il construisit le premier bateau à vapeur à voguer sur le lac Mattawamkeag qu'il commanda jusqu'à sa mort. Ce bateau servait à remorquer des billes de bois mais il était aussi utilisé en été pour faire des excursions. Le capitaine Barker possédait plusieurs chalets et bateaux sur Norway Island qui se trouve sur ce même lac.

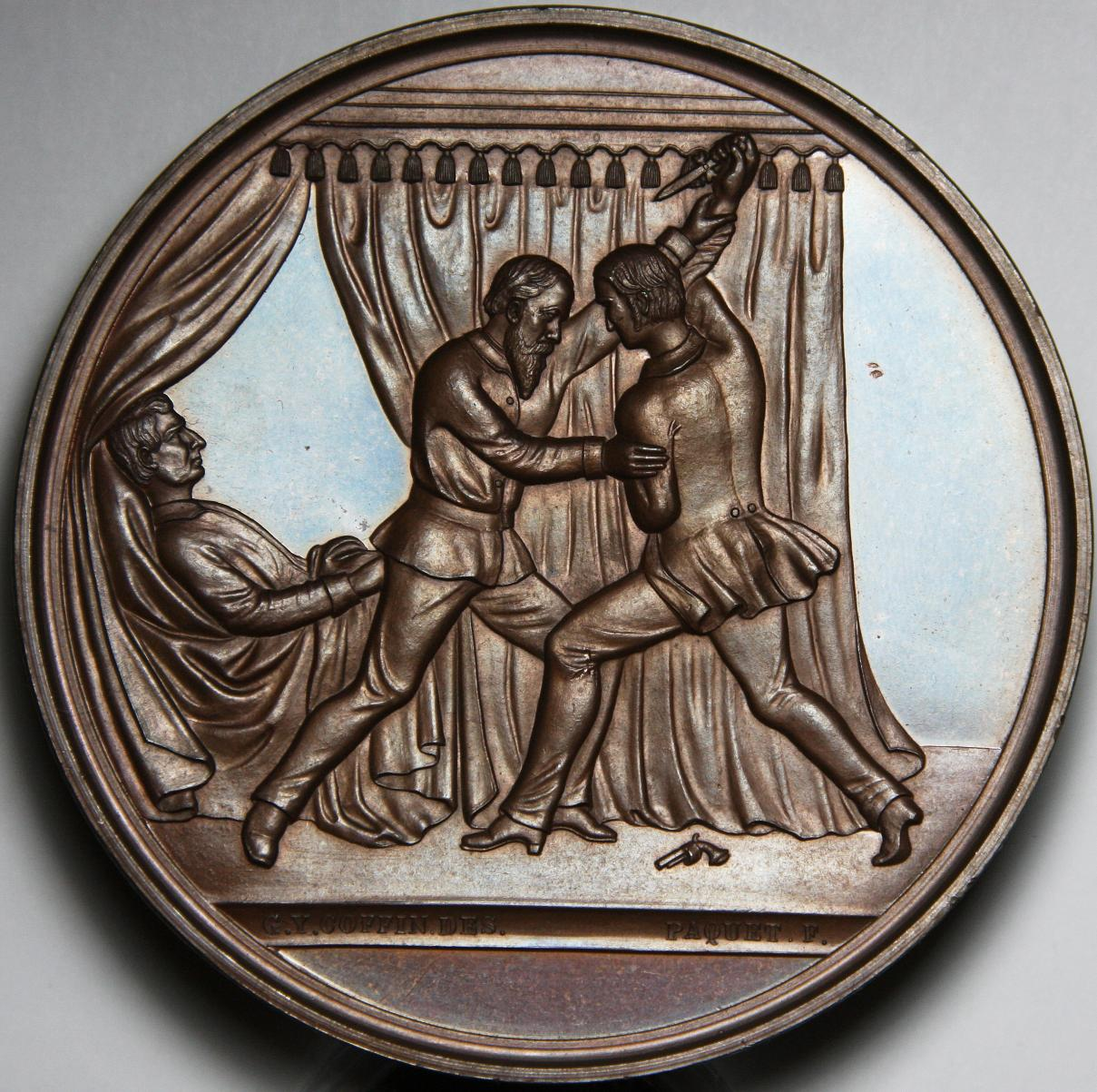
Médaille offerte à George F. Robinson (revers).

### Le développement
En 1854, Isand Falls passa entre les mains de l'état du Maine et fut divisée en lots par Daniel Cummings et ouverte à la colonisation. Des colons arrivèrent alors plus nombreux.
Le 6 septembre 1858, la localité obtint le statut de plantation sous le nom d'Island Falls. Levi Sewall fut choisi comme président du conseil (town moderator) et Jesse Craig comme secrétaire (town clerk).
L'année 1859 arriva le capitaine de marine Daniel Randall de Portland dont il avait été le marshal pendant un certain temps. Il construisit une grande ferme et une belle maison à deux étages et se lança dans les affaires mais aussi dans la vie politique du comté d'Aroostook. Il se spécialisa dans l'exploitation forestière et pendant deux mandatures, fut membre de l'Assemblée législative de l'état. Il occupa aussi la fonction de shérif du comté.
En 1860, le docteur Isaac Donham s'établit à Island Falls, prenant le lot voisin de celui du capitaine. Originaire de Readfield du comté de Kennebec où il exerçait en tant que pharmacien et médecin, il exerça cette dernière activité dans la localité pendant deux ans. Son fils, George H. Donham, travaillait dans l'imprimerie et il eut deux presses dans la localité. Il y exerça les fonctions de président du conseil municipal, de secrétaire de mairie (town clerk), de superviseur des écoles et de juge de paix.

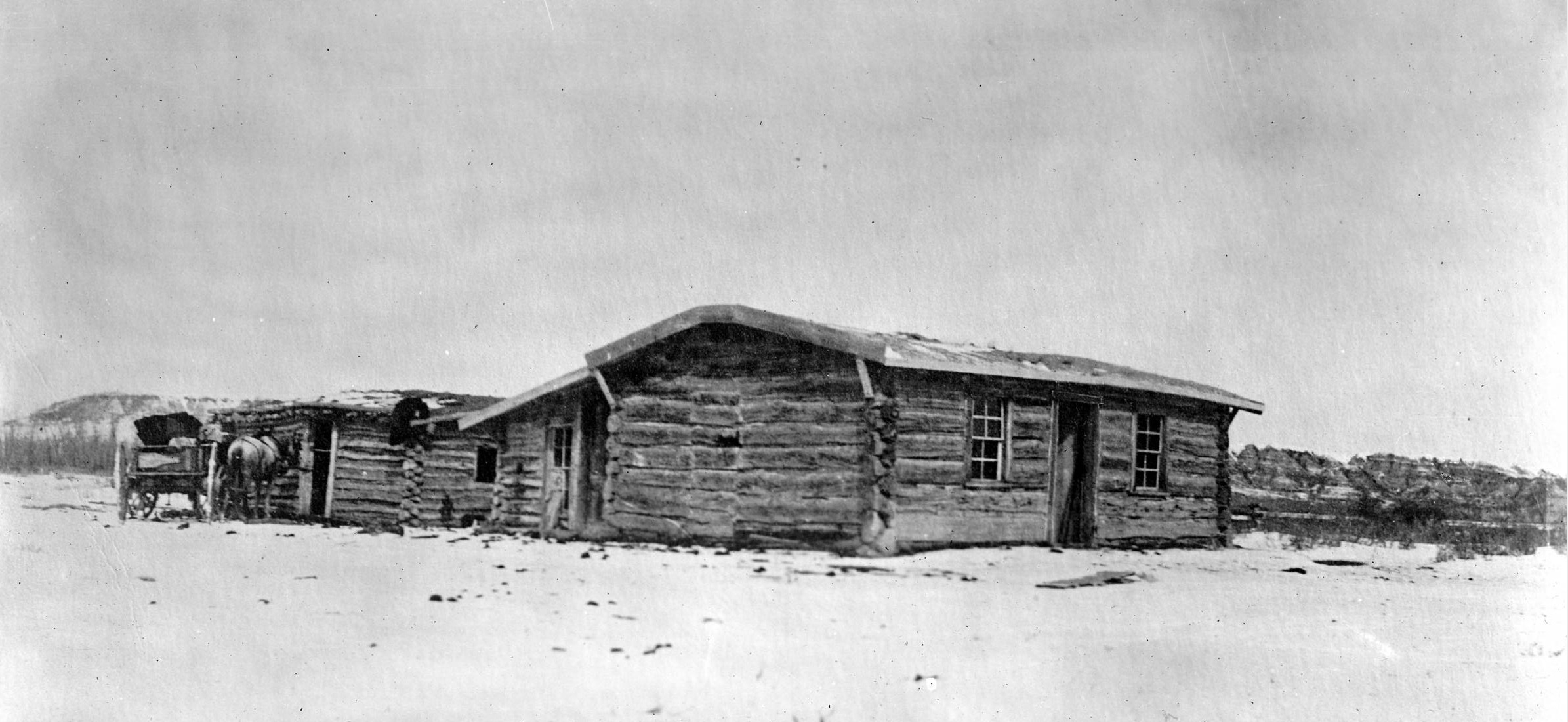
La maison d'Elkhorn Ranch bâtie par W. Sewall et Wilmot Dow vers 1885

Le fils ainé de l'un des deux fondateurs de la localité, David A. Sewall, se consacra à l'exploitation forestière et fut pendant des années un représentant officiel de la ville. Son frère Samuel s'occupait avec ses puinés de la ferme paternelle qui n'avait pas été divisée entre les enfants. L'une de leur sœurs, Sarah E. Sewall, fut maître de poste d'Island Falls. Le garçon dernier né des époux Sewall, William Wingate, fut le premier enfant blanc à naître dans la localité. Il fut un ami et même un proche de Theodore Roosevelt « qui venait passer chaque été à Island Falls quelques semaines de repos ». « Quelques années auparavant, William Sevall se rendit avec Theodore Roosevelt au Dakota et pendant deux ans administra un ranch pour ce gentleman ». Théodore Roosevelt, futur président des États-Unis, acheta en effet en 1884 un ranch appelé Elkhorn Ranch, près de Medora dans le Dakota du nord. Il engagea William (surnommé Bill) Sewall et son neveu, Wilmot Dow, pour lui construire une maison en bois pendant l'hiver 1884-1885. L'importance de l'influence de W.W. Sewall sur la vie et le développement de la personnalité de Théodore Roosevelt a été analysée par plusieurs historiens dont Andrew Vietze dans son ouvrage : Becoming Teddy Roosevelt: How a Maine Guide Inspired America’s 26th President.

### La création de la ville
La ville d'Island Falls fut créée le 27 février 1872.
Dans les années 1880, la ville comptait trois scieries et deux moulins à grain. Elle avait sa mairie (town hall) où l'une des trois écoles publiques de la localité était installée au premier étage,.
Les fermiers y cultivaient le blé, l'avoine et les pommes de terre, le sol y étant essentiellement alluvial. L'exploitation forestière y prospérait, les essences de bois y étant nombreuses et variées : érable, hêtre, bouleau, pruche, épicéa, sapin, pin, cèdre et genévrier. La ville était connue pour sa production de balais en paille. Les habitants disposaient des services d'un tailleur de pierre, d'un constructeur de bateaux et d'un peintre. La ville proposait en outre une bibliothèque contenant 150 livres, qui avait été offerte par la Hammond Street Church de Bangor.
En 1886, Edward Wiggin décrit la localité en ces termes : « Dans tout Aroostook, il n'y a pas de ville plus pittoresque et nulle part ailleurs, de cadre naturel plus plaisant ». Il la qualifie aussi de « paradis des sportifs » pour le sport de pleine nature et parle déjà de « station d'été agréable, saine et belle ».

### Époque contemporaine
Quelques familles Amish résident à Island Falls depuis les années 2010. Les premières familles de l'Old Order Amish community à s'être installées dans le Maine en 1996, le firent dans un premier temps à Smyrna où elles fondèrent une entreprise de construction de hangars, Sturdi-Bilt.
Dans la perspective du 150e anniversaire de sa fondation, la ville a pour projet de convertir en parc de loisirs l'île historique où s'était implantée sa centrale hydroélectrique au XIXe siècle. Le projet a été confié à LARK Architects dont l'équipe a présenté les premières esquisses aux édiles en mai 2021. L'étape préalable de la mise en œuvre de ce projet sera de construire un pont pour relier l'île à la ville qui l'entoure. 

## Géographie
| Hersey  | ,            | Dyer Brook, Oakfield |
| Patten  | Island Falls |                      |
| Crystal |              | Haynesville          |

La ville a une superficie totale de 40,76 miles carrés (105,57 km2), dont 36,03 miles carrés (93,32 km2) sont des terres et 4,73 miles carrés (12,25 km2) de l’eau.

### Hydrographie
Island Falls est traversée par quatre cours d'eau : Alder Brook, Sly Brook, Fish Stream et Dyer Brook. Quatre lacs se trouvent sur son territoire : Upper Mattawamkeag Lake (le plus grand), Lost Pond, Morgridge Pond et Mud Pond ainsi qu'un marais : Soucier Bog. De plus, Island Falls se trouve sur le rivage de Pleasant Lake (Massachusetts).
Le terrain situé entre Pleasant Lake et Upper Mattawamkeag Lake, connu sous le nom de Walker Settlement, est occupé par un terrain de golf et un lotissement résidentiel. Ce parcours, dénommé Va Jo Wa Golf Course, comporte 18 trous et offre des vues spectaculaires sur les lacs et montagnes qui l'environnent.

### Sols
La roche qui domine dans la localité est le granite.

### Relief
La ville culmine à 460 pieds, soit 140 mètres. L'élévation la plus notable est une masse abrupte de roche appelée Granite Bluff.

### Climat
Le climat est de type tempéré froid, avec d'abondantes précipitations tout au long de l'année, y compris les mois les plus secs (moyenne annuelle de 1 186 mm). Juillet est le mois le plus chaud de l'année avec une température moyenne de 19,7 °C et janvier le mois le plus froid avec une température moyenne de -10,1 °C. Il neige six mois par an à Island Falls avec une moyenne de 11 jours par mois en novembre, 24 jours en décembre, 26 jours en janvier, 22 jours en février, 20 jours en mars et 6 jours en avril.
| Mois      | Température minimale moyenne | Température maximale moyenne | Température minimale enregistrée | Température maximale enregistrée |
| --------- | ---------------------------- | ---------------------------- | -------------------------------- | -------------------------------- |
| Janvier   | - 15 °C                      | - 4 °C                       | - 34 °C (1995)                   | 12 °C (2013)                     |
| Février   | - 15 °C                      | - 3 °C                       | - 33 °C (1993)                   | 12 °C (2017)                     |
| Mars      | - 9 °C                       | 2 °C                         | - 30 °C (2012)                   | 25 °C (2012)                     |
| Avril     | - 2 °C                       | 9 °C                         | - 18 °C (2015)                   | 26 °C (1990)                     |
| Mai       | 5 °C                         | 17 °C                        | - 4 °C (1997)                    | 33 °C (1992)                     |
| Juin      | 10 °C                        | 22 °C                        | - 1 °C (2020)                    | 33 °C (2003)                     |
| Juillet   | 14 °C                        | 25 °C                        | 5 °C (1992)                      | 35 °C (2018)                     |
| Août      | 12 °C                        | 25 °C                        | 4 °C (2006)                      | 33 °C (2002)                     |
| Septembre | 8 °C                         | 20 °C                        | - 4 °C (2000)                    | 33 °C (2010)                     |
| Octobre   | 2 °C                         | 13 °C                        | - 8 °C (2020)                    | 26 °C (2011)                     |
| Novembre  | - 3 °C                       | 6 °C                         | - 19 °C (1993)                   | 22 °C (2020)                     |
| Décembre  | - 10 °C                      | - 1 °C                       | - 29 °C (1993)                   | 15 °C (2020)                     |

## Démographie
La ville compte 837 habitants selon le dernier recensement de 2010, ce qui représente une croissance de 5,5 % par rapport au recensement décennal de 2000. Elle est composée à cette date de 415 d'hommes et de 422 femmes. La population est répartie en 357 foyers et 228 familles. L'âge moyen des habitants est de 46 ans et demi, soit deux années et demie de plus que l'âge moyen des résidents de l'État du Maine.
Toujours en 2010, le revenu moyen des ménages est estimé à 37 050 dollars (contre 27 083 dollars en 2000), le revenu moyen dans l'État se situant à 53 079 dollars.
La population serait d'ascendance anglaise pour 27,7%, française pour 24%, irlandaise pour 21,9%, américaine pour 6,9%, Scots d'Ulster pour 6,1% et allemande pour 5%.

## Économie
La vocation touristique d'Island Falls s'est affirmée dès le dernier quart du XIXe siècle. Sur son site Web, la ville se qualifie comme « le terrain de jeux » du 26e président des États-Unis qui la découvrit en septembre 1878. Sa population double pendant la saison estivale. Mais les activités du secteur primaire (agriculture, chasse, pêche, exploitation forestière) et la fabrication de produits dérivés du bois n'ont pas disparu pour autant (respectivement 4,2% et 5,6% des emplois).
La ville compte une banque, la Katahdin Trust Company, succursale que la Katahdin Bankshares Corporation avait ouverte dans la localité le 6 octobre 1921.
Dans le souci de revitaliser la ville sur le plan économique, a été créé en 2018 un Comité consultatif pour le développement économique d'Island Falls qui s'est donné pour objectif de « servir les citoyens, les propriétaires, les hommes d'affaires locaux et les visiteurs de la ville d'Island Falls par le biais d'une gouvernance intégrée ». Un bilan sur la situation économique de la ville a été réalisé. Sur cette base, cinq objectifs de développement ont été fixés :
- préserver le patrimoine caractéristique de la ville et son mode de vie particulier ;
- protéger les ressources naturelles et l'écosystème aquatique ;
- construire et promouvoir une économie durable tant pour les visiteurs que pour les résidents ;
- planifier une croissance ordonnée et durable ;
- maintenir une gestion saine et efficace de la ville par une offre de services de haute qualité tout en étant rentables.

Ce comité s'est réuni en mars 2018 et a constitué son bureau le 14 novembre 2018. Parallèlement, la municipalité a réactivé son Comité des subventions. 
Au cours du premier trimestre 2021, une enquête d'opinion a été lancée par les élus d'Island Falls auprès de sa population. L'analyse des réponses reçues fait apparaître que bien qu'ils se déclarent majoritairement satisfaits de la qualité de leur cadre de vie, 88 % des participants à ce sondage estiment que leur localité se trouve en déclin, voire qu'elle se meurt. La plupart souhaite l'implantation de restaurants et d'équipements de loisirs (aires de baignade et sentiers pédestres notamment).
Une première mouture du plan de développement de la ville a été soumise en mars 2021 à l’État du Maine qui l'a rejetée, en pointant un certain nombre d'insuffisances. La municipalité travaille actuellement à répondre aux demandes de compléments qui lui ont été présentées.

## Politique et administration

### Tendance politique
Le comté, qui votait traditionnellement pour le parti démocrate, a vu cette tendance s'inverser lors de l'élection présidentielle de 2016 avec la répartition suivante :
- Hillary Clinton 38,2%
- Donald Trump 55,4%
- Autres 6,5%[19].

Cette tendance s'est confirmée en 2020.
Island Falls a pour sa part voté significativement en faveur de Donald Trump : 306 voix (contre 132 en faveur de Joe Biden).

## Culture et patrimoine
Island Falls compte quatre édifices inscrits au Registre national des lieux historiques ainsi qu'un site naturel, Bible Point, protégé en tant que site historique d'état. 

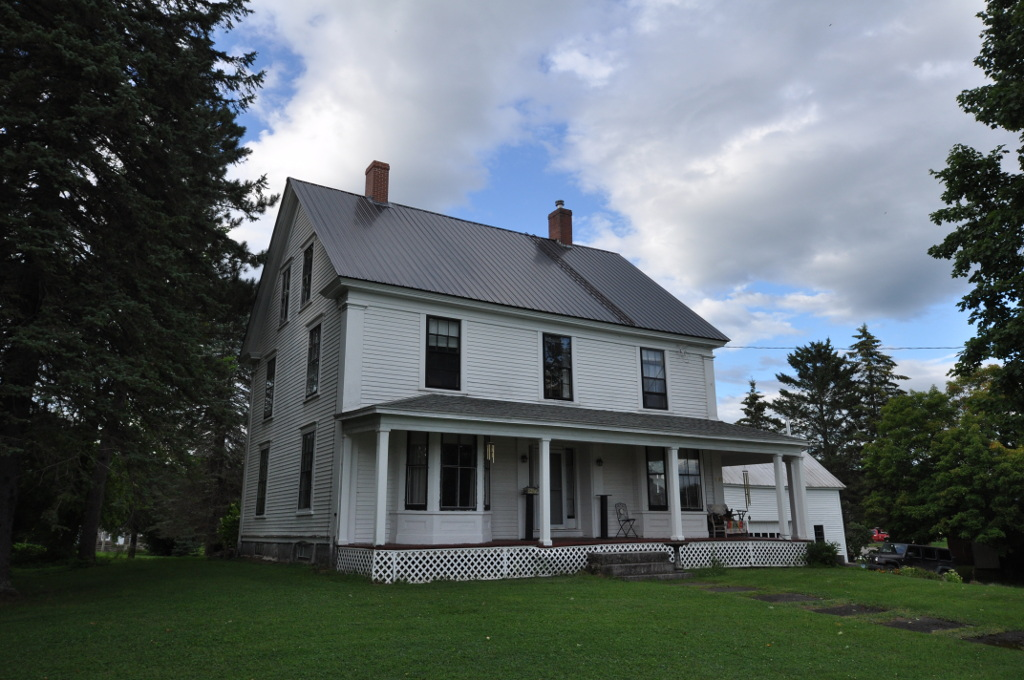
La maison de William Sewall à Island Falls.

### Lieux inscrits au Registre national

#### Sewall House
Cette maison fut construite en 1865 dans le style néo-grec pour William Wingate Sewall par Osgood Pingree, son voisin et camarade de classe de Daniel Webster. La demeure servit aussi de bureau de poste et d'open house pour les chasseurs qui transitaient vers le nord. Construite en bois, avec bardage à clins et pourvue d'un toit à double pente, elle comporte deux cheminées. Elle se trouve actuellement occupée par une descendante de son propriétaire initial : Nancy.
Sewall House a été inscrite sur le Registre national le 4 décembre 1982, à la fois pour son importance locale en tant que demeure de l'un des premiers résidents de la localité et pour son intérêt national, son propriétaire ayant été un ami proche du président Théodore Roosevelt ainsi que l'un de ses biographes.

#### Opera House
Appelé communément Pettengill House, du nom de son propriétaire initial, cet édifice a été construit en 1894 par Levett Peters et Henry Baldwin pour Columbus Lamb Pettengill, un exploitant forestier venu de Vanceboro qui s'était installé à Island Falls en 1893. Il abritait à l'origine une alimentation générale puis y fut ajointe une aile résidentielle un an plus tard, d'où son plan en L. Par la suite, sous le nom d'Opera House, la maison fut le lieu de divertissement de la ville où se tenaient des bals, des conférences et des réunions de réveil religieux. Elle accueillit aussi un cinéma de 1910 à 1965.
L'édifice, à bardage à clins, est coiffé d'une toiture à pignons et repose sur un soubassement en granite. La modénature est sobre, mis à part les pilastres corniers, les corniches et la fenêtre tripartite de style palladien qui se trouve sur les murs de pignon des élévations ouest et est du corps principal de l'édifice. L'aile résidentielle a gardé des éléments de décor intérieur d'origine, comme les boiseries de chêne des portes et des fenêtres.
Opera House a été inscrite sur le Registre national le 19 juillet 1984, en tant que témoin des bâtiments polyvalents de la fin du XIXe siècle et du début du XXe siècle dans les petites collectivités du Maine, où se produisaient des troupes itinérantes de passage, des revivalistes et orateurs divers.

#### Town Office
L'ancienne mairie d'Island Falls a été inscrite sur le Registre national le 4 avril 2019,.

#### Jail House
L'ancienne prison d'Island Falls a été inscrite sur le Registre national le 4 avril 2019,.

### Bible Point State Historic Site
Lors de ses séjours à Island Falls, Théodore Roosevelt avait pour habitude de s'isoler chaque jour pour lire la Bible dans les bois, au confluent de la branche ouest de la rivière Mattawamkeag et du First Brook. Cet endroit a été dénommé en souvenir « Bible Point » et en 1921 une plaque y a été déposée par l'Association Memorial Roosevelt. L'année suivante, les terres étaient données à l'État du Maine pour sa préservation en tant que site naturel.

### Patrimoine naturel

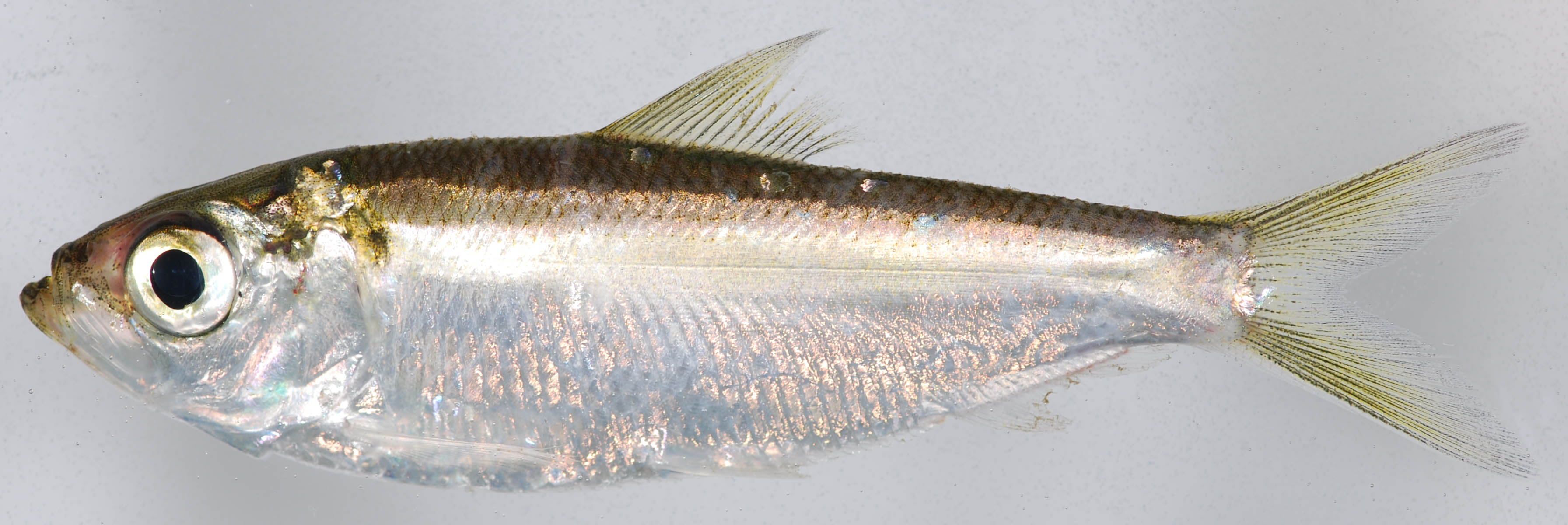
Le gaspareau ou faux hareng (alosa pseuldoharengus).

L'effacement des barrages hydroélectriques sur les bras est et ouest de la rivière Mattawmkeag a permis le retour des gaspareaux dans les eaux du lac Mattawamkeag où ces poissions de l'océan atlantique viennent désormais terminer leur migration de fraie. Le retour de ces populations au printemps 2021 a appelé l'attention du ministère des ressources marines du Maine qui a pour objectif de favoriser l'anadromie de cette espèce. 

### Lieux de culte
Island Falls comporte trois églises sur son territoire : une église congrégationaliste, Whittier Congregational Church ; une église catholique, Saint Agnes Roman Catholic Church et une église baptiste, Island Falls United Baptist Church.

### Monument commémoratif
En 1978, la ville a érigé un monument composite qui rappelle les heures de son passé. En forme de petite tour carrée au parement de pierres, il comporte en son sommet la coupole, la girouette et la cloche de l'ancienne High School de la localité. À son pied, se trouve un canon de la Guerre de Sécession offert par la famille Leavitt.

### Festivités
Le Comité consultatif pour le développement économique d'Island Falls a soutenu du 15 au 17 février 2019 l'organisation d'une Fête d'Hiver ( Winterfest Celebration) destinée à promouvoir l'esprit communautaire de la ville. Cette fête a coïncidé avec le Tournoi de pêche sur glace organisé chaque hiver à Island Falls sur le lac Mattawamkeag et le Pleasant Pond dans les catégories saumon, truite, bar, sandre et perche blanche.

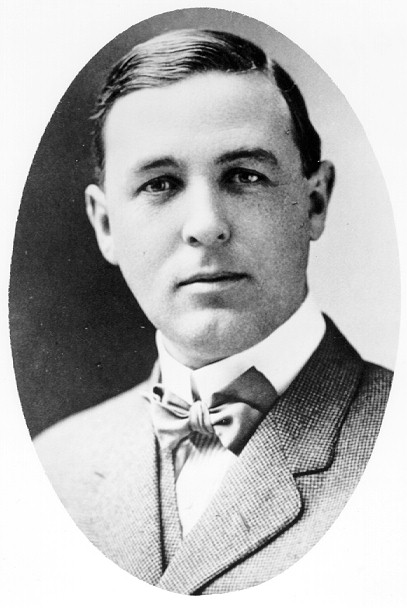
Carl Elias Milliken

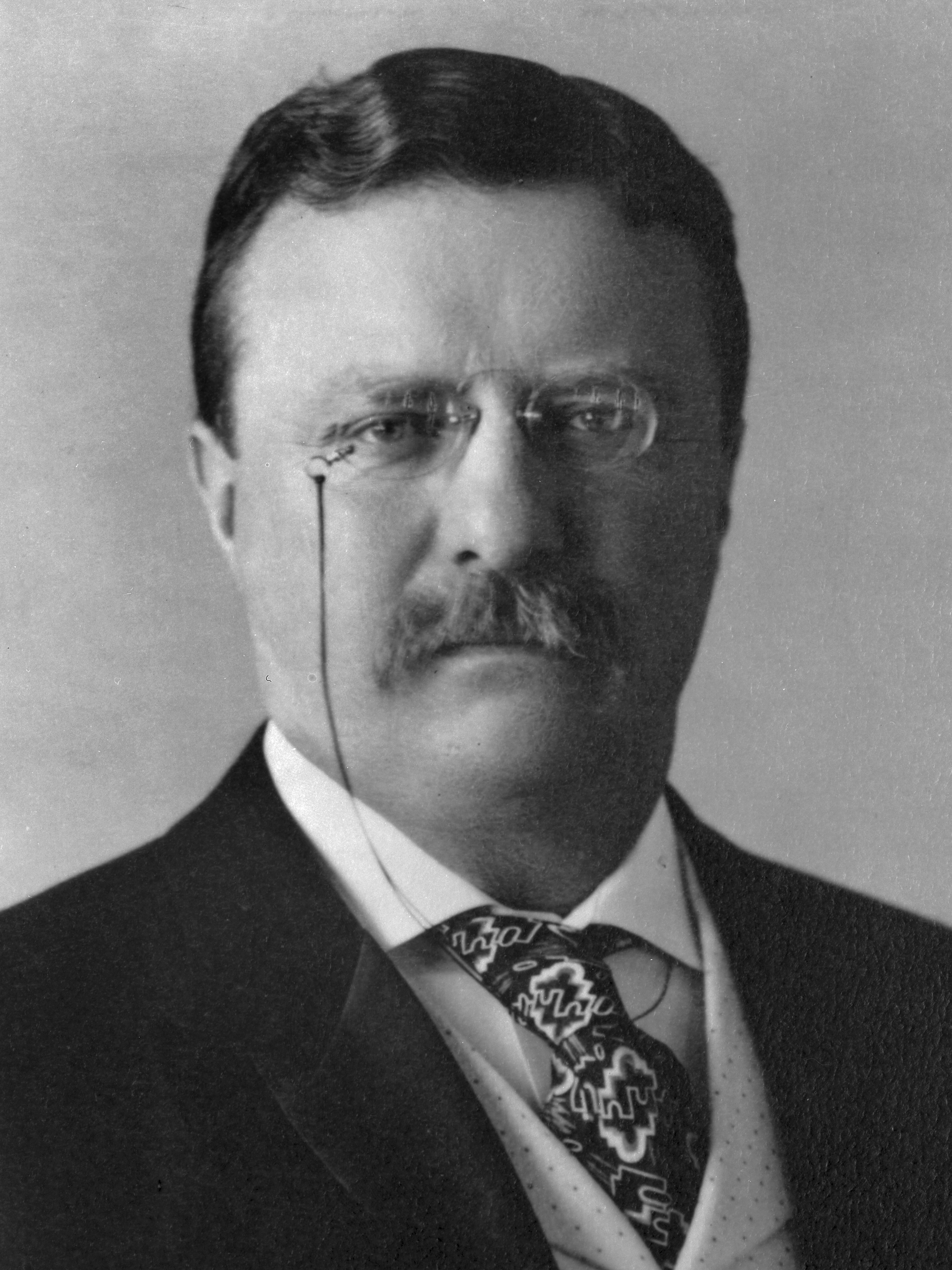
Theodore Roosevelt (1904, Pach Brothers).

### Personnages célèbres liés à la localité
- Carl Elias Milliken (1887-1961), qui fut gouverneur du Maine de 1916 à 1920. Né à Pittsfield, il s'installa à Island Falls pour se lancer dans l'industrie du bois après avoir obtenu sa maîtrise à Harvard en 1899[26]. Son ancienne maison à Island Falls, connue sous le nom de Governor Miliken House, abrite désormais un centre médical qui porte aussi son patronyme[3].
- Theodore Roosevelt (1858-1919), 26e président des États-Unis, qui séjourna à trois reprises à Island Falls chez la famille Sewall.

## Source
- (en) Cet article est partiellement ou en totalité issu de l’article de Wikipédia en anglais intitulé « Island Falls, Maine » (voir la liste des auteurs).